# 仲野徹
仲野 徹 (なかの　とおる、1957年3月14日 - ) は、日本の生命科学者。大阪大学大学院名誉教授。専門は幹細胞研究。大阪府出身。

## 経歴
- 1957年　大阪市旭区千林に生まれる[1]。
- 1975年　大阪府立大手前高等学校を卒業
- 1981年　大阪大学医学部医学科を卒業[2]
- 1989年　ヨーロッパ分子生物学研究所(EMBL)研究員
- 1990年　京都大学医学部助手　(本庶佑研究室)
- 1991年　京都大学医学部講師　(本庶佑研究室)
- 1995年　大阪大学微生物病研究所遺伝子動態研究分野教授
- 2004年　大阪大学大学院医学系研究科病理学[3]、大阪大学大学院生命機能研究科時空生物学教授[4]
- 2022年　大阪大学を定年退職[5]

## 受賞歴
- 2012年　日本医師会医学賞[6][出典無効]

## 著書
- 『幹細胞とクローン: カラーイラストでよくわかる 全能性のしくみから再生医学まで』羊土社、2003年。
- 『なかのとおるの生命科学者の伝記を読む』学研メディカル秀潤社、2011年。
  - （改題）『生命科学者たちのむこうみずな日常と華麗なる研究』〈河出文庫〉2019年。
- 『エピジェネティクス――新しい生命像をえがく』〈岩波新書〉2014年。
- 『こわいもの知らずの病理学講義』晶文社、2017年。
- 『（あまり）病気をしない暮らし』晶文社、2018年。
- 『仲野教授の そろそろ大阪の話をしよう』ミシマ社、2019年。
- 『からだと病気のしくみ講義』NHK出版、2019年。
- 『みんなに話したくなる感染症のはなし: 14歳からのウイルス・細菌・免疫入門』河出書房新社、2020年。
- 『考える、書く、伝える 生きぬくための科学的思考法』〈講談社+α新書〉2021年。
- 『仲野教授の 笑う門には病なし！』ミシマ社、2021年。
- 『仲野教授の この座右の銘が効きまっせ！』ミシマ社、2024年。
- 『医学問答　西洋と東洋から考えるからだと病気と健康のこと』左右社、2024年。（若林理砂との共著）